# Тиминскас, Миндаугас
Миндаугас Тиминскас (лит. Mindaugas Timinskas; род. 28 марта 1974, Шилуте, Литовская ССР) — литовский баскетболист, форвард. Серебряный призёр чемионата Европы 1995 года и бронзовый призёр Олимпийских игр 2000 года в составе сборной Литвы, чемпион Европы (в возрасте до 22 лет) 1996 года с юношеской сборной Литвы. Финалист Евролиги 2000/2001 с клубом «Тау Керамика», трёхкратный чемпион Литвы и чемпион Балтийской лиги (2004/05) в составе клуба «Жальгирис», двукратный участник матчей Всех звёзд Литовской лиги.

## Спортивная карьера
С 1993 по 1997 год учился в США, в Университете Айона. В составе баскетбольной сборной университета играл в конференции Metro Atlantic Athletic и по итогам сезона 1996/97 был признан игроком года этой конференции. Выступал за молодёжную сборную Литвы, с которой в 1996 году выиграл чемпионат Европы в возрасте до 22 лет и был признан самым ценным игроком сборной. Дебютировал в составе взрослой сборной Литвы на чемионате Европы 1995 года и завоевал с ней серебряные медали чемпионата.
Вернувшись в Европу в 1997 году, начал выступления в клубе своего родного города. В октябре перешёл во французский «Страсбур» и остаток сезона 1997/98 разделил между этим клубом и немецким «Миттельдойчером».
После одного сезона в Италии вернулся в Литву, где присоединился к каунасскому «Жальгирису». Стал с этим клубом вице-чемпионом Литвы в сезоне 1999/2000. На Олимпийских играх в Сиднее завоевал бронзовые медали баскетбольного турнира со сборной Литвы. Перед сезоном 2000/01 перешёл в испанский клуб «Тау Керамика» и в его составе стал финалистом Евролиги. Во втором сезоне с «Тау» сыграл 10 матчей в Евролиге, но практически не выступал во внутреннем чемпионате из-за конфликта вокруг контрактов иностранных игроков и в январе 2002 года перешёл в парижский «Расинг». До конца сезона сыграл во французском клубе 13 матчей, набирая в среднем по 10,8 очка и 4,8 подбора.
Перед сезоном 2002/03 вернулся в «Жальгирис», с которым провёл три сезона. Каждый год становился чемпионом Литвы, а в сезоне 2004/05 — также чемпионом Балтийской лиги. Дважды (в 2003 и 2004 годах) участвовал в матчах Всех звёзд Литовской баскетбольной лиги, в сезоне 2004/05 был избран в символическую первую пятёрку лиги. С 2005 по 2008 год выступал за испанскую «Памесу», с которой в 2006 году дошёл до финала Королевского кубка.
По окончании контракта с «Памесой» завершил игровую карьеру и переехал в США. В 2011 году стал тренером сборной юношей школы Cary Academy (Северная Каролина).

## Статистика выступлений

### Европейские клубные турниры
| Сезон | Команда      | Лига              | GP | GS | MPG  | FG%  | 3P%  | FT%   | RPG | APG | SPG | BPG | PFL | TOV | PPG  |
| --- | ------------ | ----------------- | -- | -- | ---- | ---- | ---- | ----- | --- | --- | --- | --- | --- | --- | ---- |
| 1995/96 | Шилуте       | Кубок Корача      | 1  |    | 27,0 | 61,6 | 50,0 | 100,0 | 7,0 | 5,0 | 3,0 | 0,0 | 5,0 | 2,0 | 21,0 |
| 1999/2000 | Жальгирис    | Евролига          | 16 |    | 33,4 | 54,5 | 46,5 | 91,1  | 5,9 | 3,8 | 1,9 | 0,1 | 3,5 | 2,6 | 12,9 |
| 2000/01 | Тау Керамика | Евролига УЛЕБ     | 22 | 4  | 22,3 | 42,5 | 23,3 | 75,6  | 3,0 | 1,2 | 1,0 | 0,2 | 2,6 | 1,5 | 6,1  |
| 2001/02 | Тау Керамика | Евролига          | 10 | 6  | 22,4 | 48,1 | 26,7 | 81,8  | 2,8 | 1,1 | 1,6 | 0,3 | 3,2 | 1,1 | 7,4  |
| 2002/03 | Жальгирис    | Евролига          | 8  | 5  | 26,6 | 38,7 | 47,1 | 90,9  | 5,5 | 1,4 | 0,9 | 0,5 | 3,5 | 2,1 | 9,5  |
| 2003/04 | Жальгирис    | Евролига          | 20 | 12 | 25,2 | 46,9 | 34,1 | 71,4  | 5,2 | 2,1 | 1,1 | 0,3 | 3,5 | 1,8 | 8,0  |
| 2004/05 | Жальгирис    | Евролига          | 20 | 19 | 30,6 | 44,6 | 40,0 | 81,0  | 5,4 | 2,1 | 1,3 | 0,3 | 3,5 | 2,6 | 12,7 |
| 2007/08 | Памеса       | Кубок Европы УЛЕБ | 15 | 8  | 17,2 | 54,9 | 56,3 | 91,7  | 2,8 | 0,7 | 0,6 | 0,1 | 2,5 | 0,9 | 5,1  |
| Наведите курсор мыши на аббревиатуры в заголовке таблицы, чтобы прочесть их расшифровку Статистика приведена с сайта basketball.realgm.com |              |                   |    |    |      |      |      |       |     |     |     |     |     |     |      |

### Сборная Литвы
| ЧЕ 1995 | 3 | 9.0  | 2/7   | 28,6 | 2/6   | 33,3 | 0/1  | 0.0  | 2/2   | 100,0 | 0.3 | 0.0 | 0.3 | 0.3 | 1.3 | 0.3 | 0.0 | 1.7 | 6  | 2,0  |
| ЧЕ 1997 | 7 | 9.7  | 6/14  | 42,9 | 6/14  | 42,9 | 0/0  | -    | 5/10  | 50,0  | 0.4 | 1.3 | 1.7 | 0.3 | 0.7 | 0.3 | 0.0 | 2.4 | 17 | 2,4  |
| ОИ 2000 | 6 | 19.8 | 16/38 | 42,1 | 13/29 | 44,8 | 3/9  | 33.3 | 12/20 | 60,0  | 0.3 | 2.2 | 2.5 | 1.0 | 1.3 | 0.8 | 0.5 | 2.7 | 47 | 7,8  |
| ЧЕ 2001 | 4 | 24.5 | 15/31 | 48,4 | 11/19 | 57,9 | 4/12 | 33.3 | 19/23 | 82,6  | 2.3 | 3.8 | 6.0 | 1.0 | 1.0 | 1.0 | 0.3 | 4.3 | 53 | 13,3 |
| Наведите курсор мыши на аббревиатуры в заголовке таблицы, чтобы прочесть их расшифровку. Данные на 13 августа 2022. |   |      |       |      |       |      |      |      |       |       |     |     |     |     |     |     |     |     |    |      |